# Kent Championships 1973
Il Kent Championships 1973 è stato un torneo di tennis giocato sull'erba. È stata la 1ª edizione del torneo, che fa parte dei Tornei di tennis femminili indipendenti nel 1973. Si è giocato a Beckenham in Gran Bretagna, dall'11 al 17 giugno 1973.

## Campionesse

### Singolare
Dianne Fromholtz ha battuto in finale  Janet Newberry con il punteggio di 7–5, 0–6, 6–1

### Doppio
Marina Krošina /  Ol'ga Morozova hanno battuto in finale  Jackie Fayter-Hough /  Peggy Michel 8–6, 6–3